# Леандер Менцель
Леандер Менцель (нім. Leander Menzel; 31 січня 2008, Вісбаден, Гессен, Німеччина) — німецька дитина-актор.

## Кар'єра
Леандер Менцель брав уроки акторської майстерності з шести років і отримав перші залучення в кіно та рекламі. Трохи пізніше він зіграв у «Готелі Гейдельберг» (реж. Майкл Ровіц). Далі були ролі в різних короткометражних фільмах. Дебютував у кіно у фільмі «Петтінг замість Першинг» («Все закінчилося, Гельмут») режисера Петри Люшов. У 2018 і 2019 роках зіграв роль Саймона Вейдера в телесеріалі «Виноробня Вейдер» (реж. Томі Віганд). Він зіграв Лео Голомбека в телефільмі «Список бажань» режисера Марка Ренсінга.

## Фільмографія

### Кіно
| Рік  |    | Українська назва                         | Оригінальна назва                          | Роль                    |
| ---- | -- | ---------------------------------------- | ------------------------------------------ | ----------------------- |
| 2015 | ф  | 3 турка і дитина                         | нім. 3 Türken und ein Baby                 | дитина в дитячому садку |
| 2016 | тф | Готель Гейдельберг: Крамер проти Крамера | нім. Hotel Heidelberg: Kramer gegen Kramer | Джеремі в дитинстві     |
| 2016 | тф | Готель Гейдельберг: приїзд і від'їзд     | нім. Hotel Heidelberg: Kommen und Gehen    | Джеремі в дитинстві     |
| 2016 | кф | Діти - ангели                            | нім. Kinder sind Engel                     | Кемон                   |
| 2017 | кф | Симфонія відкритого басейну              | нім. Freibadsinfonie                       | Йона                    |
| 2017 | кф | Мій маленький друг                       | англ. My Little Friend                     | Марк                    |
| 2018 | ф  | Петтінг замість Першинг                  | нім. Petting statt Pershing                | Юстус Маєр              |
| 2018 | кф | Про Анну                                 | нім. Über Anna                             | Генріх                  |
| 2018 | тф | Список бажань                            | нім. Der Wunschzettel                      | роль                    |
| 2018 | кф | Третій король                            | англ. The Third King                       | Петер Шнайдер           |
| 2018 | кф |                                          | англ. Kill House                           | Енді                    |

### Телебачення
| Рік       |   | Українська назва | Оригінальна назва     | Роль                    |
| --------- | - | ---------------- | --------------------- | ----------------------- |
| 2019      | с | Прокурор         | нім. Der Staatsanwalt | Пауль Бауман / 1 серія  |
| 2018—2019 | с | Виноробня Вейдер | нім. Weingut Wader    | Саймон Вейдер / 4 серії |

## Нагороди
- Бермудський міжнародний кінофестиваль: приз журі за видатну акторську гру[1]